# M80 Radio
M80 Radio fue una radiofórmula musical española dedicada a los éxitos musicales internacionales de los años 1970, 1980, 1990 y 2000, propiedad de Prisa Radio, disponible a través de FM e internet en España y Andorra. Los estudios centrales de la emisora se encontraban situados en la céntrica Gran Vía de Madrid. Las emisiones empezaron el 18 de enero de 1993 a las 19:00h con el nombre de Radio 80 Serie Oro tras la fusión de Radio 80 y Radio Minuto. Después de 25 años, paso a llamarse Los 40 Classic.
La marca M80 Radio sigue existiendo en Portugal, llamada M80 Rádio y controlada por el grupo Bauer Media Group.

## Historia

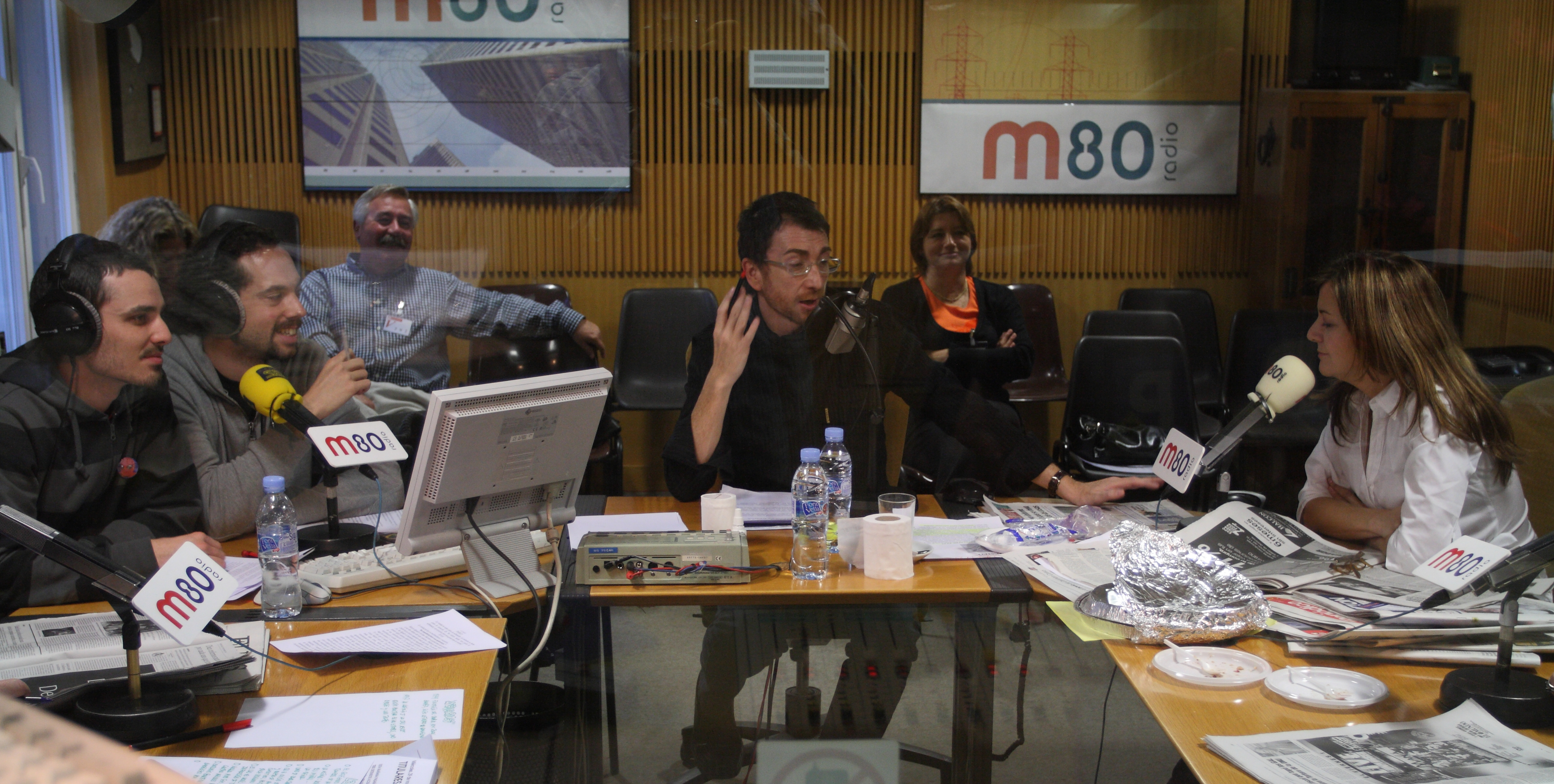
No Somos Nadie, M80 Radio (2006)

Con el nombre de Radio 80 (Cadena 80) empezó a emitir el 6 de julio de 1981, con una red de 19 emisoras repartidas por todo el territorio español. Su accionista mayoritario era EDICA (Editorial Católica) y Luis Ángel de la Viuda su primer director.
En 1984 fue adquirida por Antena 3 Radio, adoptando el nombre de Radio 80 Serie Oro, con una red de 16 emisoras (llegó a tener 23) repartidas por todo el territorio español, reconvertida en radiofórmula musical especializada en oldies.
En enero de 1993, tras la entrada del Grupo Prisa en Antena 3, Radio 80 Serie Oro se fusiona con Radio Minuto dando origen a M80 Serie Oro. Su primer director fue José Ramón Pardo. Inició sus emisiones el 18 de enero de 1993 a las 19:00h con la canción Hope of Deliverance de Paul McCartney. Durante ese año, se emitió la siguiente programación:
- Arús con leche. Morning Show matinal presentado por Alfonso Arús.

- Música actual. Emitía fórmula musical con canciones de la época.

- Área Classic. Ofrecía conciertos, estrenos discográficos, programas especiales con artistas desde los estudios de la cadena, realizados por Rafael Abitbol, y programas sobre los superventas, la música pop, el country y noticias de actualidad musical. A su vez, este programa incluía, los lunes, Vuelo 605, presentado por Ángel Álvarez.

- Música de siempre. Ofrecía temas desde los años 1960 hasta fines de los 1980.

Los fines de semana había radiofórmula musical excepto de 22 h a 0 h, cuando se ofrecía Música Privada, presentado por Jorge Flo. Asimismo, cada 30 minutos se emiría un boletín de noticias con actualidad nacional y local de hasta tres minutos de duración.
En 1994 pasó a denominarse definitivamente M80 Radio, bajo la dirección de Javier Pons, Sandro d'Angeli (desde 1996), Jesús Portela (desde 2001), Manu Dávila (desde 2002 hasta 2011) y Toni Sánchez (desde 2011).
La programación de M80 Radio ha sufrido muchos altibajos a lo largo de su historia. Hasta la temporada 2003-04, M80 Radio ofrecía temas tanto en inglés como en español. Desde esa misma temporada, la cadena se centró exclusivamente en oldies de lenguas extranjeras,
En la temporada 2011-12 se cancelaron los programas musicales que hasta ese momento había en M80 Radio (Tus canciones: La Gramola, Plásticos y Decibelios, Jazztamos Aquí, Música Privada y Selección M80) y los boletines informativos existentes desde el comienzo de sus emisiones, incluso las indicaciones horarias. Como contrapartida, se retomó la emisión de canciones en español durante el mes de marzo de 2012. La franja temporal de dichas canciones se ajustó a la que los temas en inglés, es decir, canciones pertenecientes a los setenta, ochenta y noventa, al contrario que la pauta seguida entre 1998 y 2004, cuando los temas en español e inglés pertenecientes a los setenta y ochenta se mezclaban con canciones actuales en ese momento, si bien la programación se centraba prioritariamente en temas clásicos de ambos idiomas.
El 2 de noviembre de 2018 Prisa anunció en LOS40 Music Awards que el 21 de noviembre de 2018 a las 18:40 horas, M80 Radio se sustituiría por LOS40 Classic tras cumplir 25 años de emisiones, por los malos resultados de oyentes (llegó a tener tres mornings diferentes en cuatro años).

## Programas
En el año 1995 nació Jukebox La Gramola, presentado por Joaquín Guzmán hasta el 15 de diciembre de 2004, último día en el que Joaquín Guzmán hizo el programa. Asimismo, al que fue presentador del programa se le denegó la posibilidad de ir a recoger el premio entregado por la SGAE como mejor programa de radio. A partir del mismo 15 de diciembre, fue Agustín García quien presentó La Gramola, hasta acabada la temporada en la que fue despedido Joaquín Guzmán. A partir de entonces, el programa fue eliminado de la parrilla de M80 Radio y sustituido por más horas de radiofórmula.
En la temporada 2008-09, el programa volvió en las noches de los sábados con el nombre de Tus Canciones: La Gramola, primero presentado por Agustín García y después por Fernando Megía, hasta su cancelación en agosto de 2011.
En el ámbito de los morning-show (o programas-despertador), M80 Radio ha tenido varios a lo largo de su historia:
En 1993, Alfonso Arús presentó Arús con Leche, de lunes a viernes, de 08 a 10 horas.
En la temporada 1994-95 fue sustituido por el programa Levántate y Anda, dirigido por Jordi Casoliva y copresentado por Ramoncín y Martirio. Fue la primera aparición de Gomaespuma en M80 Radio
Entre 1995 y 2002, Gomaespuma realizó el matinal para M80 Radio, primero de 8 a 10 de la mañana, y después de 7 a 10 de la mañana, hasta su retirada en 2002 para tomarse un año sabático
Para sustituir a Gomaespuma, que dejó un elevado índice de audiencia en M80 Radio, se confió en el equipo dirigido por Pablo Motos para presentar No Somos Nadie, programa que se emitió de lunes a sábado, de 7 a 10 de la mañana en su primera temporada y de lunes a viernes hasta la temporada 2007-08. Entonces el equipo del programa se trasladó a la televisión y repitió el éxito obtenido con la emisión diaria del programa El Hormiguero. A lo largo de su historia, el programa puede presumir de haber sido el más escuchado en la historia de M80 Radio, al superar el millón de oyentes en su última temporada, 2006-07.
Celia Montalbán fue la sustituta de Pablo Motos en las mañanas de M80 Radio con el programa No Somos Nadie 2.0, de 7 a 10 de la mañana. Tan solo duró dos temporadas en antena y fue retirado sin previo aviso en junio de 2009.
Desde la temporada 2009-10, Javier Penedo y Miguel Coll se encargaron del programa matinal Morning 80. En enero de 2012 pasó a presentarlo sólo Miguel Coll, de lunes a viernes, entre las 6 a 10 de la mañana, con un resumen de los mejores momentos, los sábados entre las 7 y las 10 de la mañana. En verano de 2013 Miguel Coll anunció el final del programa durante la emisión del último programa de la temporada. Semanas más tarde, la emisora anunció que a partir de la temporada 2013-14 el programa pasaba a llamarse Más Morning 80, presentado por Sergi Mas en lugar del equipo original. Dicho programa duró tan solo una temporada debido a los bajos datos de audiencia.
Desde la temporada 2014/2015, se realizarían varios cambios en M80 Radio. Por un lado, el morning pasa a presentarlo José Antonio Ponseti, anteriormente en Carrusel Deportivo, y se llamó 80 y la Madre. La fórmula musical tendió a ofrecer más temas de los 90s, pero sin apartarse de los clásicos que ofrece M80 de los 60,70 y 80, además de traer novedades musicales de artistas adultos de dicha emisora. Dicha fórmula musical ofrecía, de lunes a viernes, sección de actualidad y daba los titulares cada hora entre las 10 y las 14 horas. Se ofrecía entonces el espacio M80 autoreverse modo ON, fórmula musical de 80 minutos sin publicidad. Esta fórmula también se ofrecía tras el programa Classic Box, presentado por Javier Penedo de lunes a jueves de 19 h a 22:30 h. A la finalización del auto-reverse nocturno, la selección musical de 0 h a 4 h pasó a titularse M80 Chill Out y ofrecía covers de clásicos de la música, temas de la fórmula en acústico, canciones con baja rotación en la emisora y música romántica del repertorio de dicha emisora. Los viernes y los sábados, esta fórmula musical pasó a ser con temas dance oldies y se tituló "Disco Ball". Los fines de semana, en horario de 9 a 10 horas, y previo al Classic Box de fin de semana, se ofrecía el sábado el programa "La Script", con María Guerra, y los domingos un resumen del matinal "80 y la madre". También a partir de las 22 horas, Mónica Ordóñez presentaba el programa "Selección M80", en el que, además de repasar trayectorias de artistas y grupos, ofrecía en primicia diversos lanzamientos de discos.
A lo largo de la historia de M80 Radio se han emitido diversos programas. Algunos de ellos fueron:
- Vuelo 605, presentado por Ángel Álvarez, que duró hasta el 26 de junio de 2004 (2 meses después se le rindió un homenaje). En sus últimas temporadas, los horarios de emisión eran sábados de 21 a 22 horas, y domingos, de 20 a 22 horas. También tuvo una emisión diaria en sus inicios: de lunes a jueves, de 23 a 00 horas.

- Plásticos y Decibelios, emitido primero en Los 40 y desde la temporada 1998-99, en M80 Radio, de lunes a viernes, de 14 a 16 horas. A partir de la temporada 2003-04, se emitiría de lunes a jueves desde la medianoche, y desde la temporada 2005-06, variando entre los sábados a las 22 horas y en la medianoche. Sería cancelado en agosto, aunque su presentador, Julián Ruiz, realiza cada semana el programa en su página web, y en ivoox

- Supersonido, presentado por Mario Pérez, ofrecía temas de los estilos Funk y R&B. El programa también procedía originalmente de Los 40, y pasaría a emitirse en M80 Radio en la temporada 2002-03.[10] El programa tendría diferentes horarios, aunque en la mayoría de las ocasiones siempre se ha ofrecido, bien en viernes, en el horario de "La Gramola", bien en sábado, variando entre las 22 y la medianoche. El programa sería cancelado el 21 de julio de 2009, después de 14 temporadas en emisión.

- Música Privada, presentado por Jorge Flo, ofrecía temas de estilo new-age. Originalmente emitido en Los 40, pasó a emitirse en M80 Radio desde sus inicios, primero en las noches de sábados y domingos a las 22 horas, después en las noches de los domingos a partir de la medianoche. Fue cancelado en agosto de 2011, cuando su director aceptó ser responsable de emisiones de Prisa Radio para América.

- Jazztamos Aquí, presentado por Rafael Fuentes, ofrecía temas de estilo Jazz, Jazz Fusión, Soul y Smooth Jazz. Su horario de emisión variaba entre los sábados y los domingos, a medianoche. En sus últimas temporadas, se emitiría los domingos entre las 22 y la medianoche. Su presentador fue despedido de la M80 Radio en agosto de 2011.

- M80 Sound, presentado en su primera temporada por Javier Penedo, y en la segunda por Ana Canora, tenía la consideración de un magacín musical, donde se alternaban las canciones típicas de la emisora con concursos, participación de los oyentes o curiosidades musicales. Se emitió durante las temporadas 2007-08 y 2010-11, siendo cancelado en diciembre de 2010. Fue sustituido por el programa Classic Box, de contenido similar y emitido en su misma franja.

En la trayectoria de M80 Radio también se han emitido programas como Banda sonora (Joaquín Luqui), Los clásicos (Rafael Abitbol), Rock satélite (Santiago Alcanda), Espacio en blanco (Miguel Blanco), Maxi 80 (Alfonso Sanz y Darío Vico), La música que quieres, La música que viene (Rafael Abitbol), Rosario de la Aurora (Oriol Parreño y Quim Morales), En la luna (Ángel Tor), Cuento contigo (Alicia Sánchez), Gold, Cine M80 (Gustavo Risueño), Delicatessen (Santiago Alcanda), Éxitos encadenados, Agua (Marcos López y Juan Bosco), Bluelight (Tomy Salau Moreno), Clásicos de nuestro tiempo, ñ80 (Ramón Medina), Especiales M80 (Agustín García Vidal) y los boletines informativos M80 Express (Tere Moreno) entre otros.

## Antiguas frecuencias

### FM

#### Andalucía
- Almería: 90.8 FM (Ahora Los40 Classic)
- Cádiz/Medina Sidonia: 89.8 FM (Ahora Los40 Classic)
- Granada: 89.3 FM (Ahora Los40 Classic)
- Málaga: 98.9 FM (Ahora Los40 Classic) y 101.1 FM (Ahora Rock FM)
- Pozo Alcón: 93.5 FM (Ahora Los40 Classic)
- Sevilla: 94.8 FM (Ahora Los40 Classic)
- Úbeda: 104.3 FM (Ahora Los40 Classic)

#### Andorra
- Andorra la Vieja: 92.6 FM (Ahora Los40 Classic)

#### Aragón
- Alcañiz: 92.5 FM (Ahora Los40 Classic)
- Belmonte de San José: 107.5 FM (Ahora Los40 Classic)
- Daroca: 107.0 FM Ahora Los40 Clssic)
- Huesca: 88.9 FM (Ahora Los40 Classic)
- Utrillas: 100.2 FM (Ahora Los40 Classic)
- Zaragoza: 90.5 FM (Ahora Los40 Classic)

#### Asturias
- Oviedo: 88.9 FM (Ahora Los40 Classic)

#### Canarias
- Las Palmas de Gran Canaria: 105.4 FM (Ahora Los40 Classic)
- Santa Cruz de Tenerife: 100.1 FM (Ahora Los40 Classic)

#### Cantabria
- Santander: 101.1 FM (Ahora Los40 Classic)

#### Castilla-La Mancha
- Albacete: 90.8 FM (Ahora Los40 Classic)
- La Roda: 92.4 FM (Ahora Los40 Classic)
- Las Pedroñeras: 97.1 FM (Ahora Los40 Classic)
- Toledo: 91.2 FM (Ahora Los40 Classic)

#### Castilla y León
- Burgos: 95.9 FM (Ahora no Programa)
- Salamanca: 104.6 FM (Ahora Los40 Classic)
- Segovia: 89.9 FM (Ahora Los40 Classic)
- Valladolid: 98.1 FM (Ahora Los40 Classic)

#### Cataluña
- Barcelona: 90.5 FM (Ahora Los40 Classic)
- Lérida: 100.3 FM (Ahora Los40 Classic)
- Manresa: 100.6 FM (Ahora Los40 Classic)
- Tarragona: 96.1 FM (Ahora Los40 Classic)

#### Comunidad de Madrid
- Madrid: 89.0 FM (Ahora Los40 Classic)

#### Comunidad Valenciana
- Castellón de la Plana: 105.8 FM (Ahora Los40 Classic)
- Gandía: 95.5 FM (Ahora Los40 Classic)
- Valencia: 96.1 FM (Ahora Los40 Classic)

#### Extremadura
- Cáceres: 103.1 FM (Ahora Los40 Classic)
- Don Benito: 97.3 FM (Ahora Cadena Dial)

#### Galicia
- La Coruña: 97.6 FM (Ahora Los40 Classic)
- Lugo: 93.7 FM (Ahora Los40 Classic)
- Pontevedra: 105.1 FM (Ahora Los40 Classic)
- Vigo: 101.2 FM (Ahora Los40 Classic)

#### Islas Baleares
- Buñola/Mallorca: 102.3 FM (Ahora Los40 Classic)

#### La Rioja
- Santo Domingo de la Calzada: 100.1 FM (Ahora esRadio)

#### Navarra
- Pamplona: 89.0 FM (Ahora SER+)

#### País Vasco
- Amurrio: 104.2 FM (Ahora Onda Vasca Radio Llodio)
- Bilbao: 98.8 FM (Ahora Los40 Classic)
- Llodio: 98.8 FM (Ahora Onda Vasca Radio Llodio)

#### Región de Murcia
- Murcia: 88.0 FM (Ahora Los40 Classic)